# Reflexionsschallverfahren
Das Reflexionsschallverfahren, auch Ultraschallreflexionsschallverfahren ist ein Prüfverfahren. Man teilt es ein in:
- Senkrechtschallverfahren mit Longitudinalwellen
- Schrägschallverfahren mit Transversalwellen

Grundsätzlich wird in beiden Verfahren mit einem Sende/Empfangskopf gearbeitet, der Longitudinalwellen aussendet und empfängt. Beim Eintritt der Welle aus dem Winkelprüfkopf in das Material tritt eine Wellentransformation ein. Geprüft wird mit einer Transversalwelle. Die Schallgeschwindigkeiten für beide Wellenformen im Material sind unterschiedlich. Die Longitudinalwelle ist immer schneller.
Bei beiden Verfahren wird ein kurzer Schallimpuls in das Material gesendet. Der Impuls wird entweder reflektiert und gelangt zum Kopf zurück oder geht verloren. Durch die Laufzeit des Signals bei der Reflexion kann der Abstand zum Reflexionsort bestimmt werden. Die Winkelstellung einer Ungänze kann auch hier nicht bestimmt werden. Das Reflexionsverhalten oder Ausdehnung der Ungänze schon. Um den Schall in den Prüfling einzuleiten, muss der Ultraschallprüfkopf mit einem schallleitenden Koppelmittel angekoppelt werden. Bei großtechnischer Prüfung ist Wasser günstig und umweltfreundlich. Einzelprüfungen von Hand werden oft mit, in Wasser aufgelösten Tapetenkleister, Koppelpasten/Gel oder Öl angekoppelt.

## Senkrechtschallverfahren
Beim Senkrechtschallverfahren werden Longitudinalwellen senkrecht in den Prüfling eingestrahlt. In den meisten Fällen kann man von der Rückwand des Prüflings ein Echo erwarten (deshalb auch manchmal Impuls-Echo-Verfahren genannt), das Rückwandecho. Üblicherweise wird die Schallstärke des Rückwandechos auf 80 % der Anzeigenhöhe eingestellt. Damit kann man sicher sein, von jeder erfassbaren Ungänze ein genügend starkes Echo zurückzubekommen. Zum Prüfen wird der Schallkopf gleichmäßig über die Oberfläche des Prüfstücks geführt und auf Echos geachtet.

## Schrägschallverfahren
Auch beim Schrägschallverfahren wird eine Longitudinalwelle über ein Koppelmittel in den Prüfling eingetragen. Beim Übergang der Schallwelle in den Prüfling findet Schallreflexion, Schallwellenbrechung und Wellentransformation statt. Der Winkel am Kopf ist so gewählt, dass alle Wellen außer der transformierten Welle sich verlaufen oder aus dem Prüfling wieder austreten. Mit der transformierten Welle als Transversalwelle wird geprüft. Gesucht wird im Normalfall ein von der Oberfläche beginnender Riss. Dabei sucht man entweder einen Riss an der Gegenseite des Prüflings, der mit der Oberfläche einen 90° Tripelspiegel erzeugt, oder – nach einer Reflexion an der Gegenseite – einen gleichen Riss an der eigenen Oberfläche.